# Windleistungsdichte
Als mittlere Windleistungsdichte bezeichnet man in der Meteorologie einen Parameter, der sich aus der Windgeschwindigkeit berechnet. Dabei wird betrachtet, wie häufig bestimmte Geschwindigkeiten auftreten und wie dicht die Luft ist. Dies ist besonders für Windenergieanlagen wichtig, kann doch die Windleistungsdichte so eine Aussage darüber treffen, wie viel Leistung der Wind bereitstellt. Die Einheit, in der die Windleistungsdichte angegeben wird, ist W/m², wobei sich die Quadratmeter auf die so genannte Rotorkreisfläche beziehen.
Da Windenergieanlagen ihre Leistung aber nicht beliebig über ihre Nennleistung, dem sog. Nennwind, steigern können, wird bei der mittleren gekappten Windleistungsdichte zusätzlich ein Kappungswert für die Windgeschwindigkeit festgelegt, oberhalb dessen eine höhere Windgeschwindigkeit nicht mehr zu höheren Leistungen führt.
Im Windatlas Baden-Württemberg wurden für die wirtschaftliche Nutzung der Windkraft Bereiche mit einer mittleren gekappten Windleistungsdichte von mindestens 215 W/m² in 160 m Höhe über Grund definiert.